# Justus von Rosenberg-Gruszczynski
Justus Adolf von Rosenberg-Gruszczynski (* 26. September 1837 in Berlin; † 18. April 1900 in Trier) war ein deutscher Verwaltungsjurist und Parlamentarier.

## Leben

### Herkunft
Justus war Angehöriger der Herren von Rosenberg-Gruszczynski sowie ein Sohn des späteren preußischen Generals der Infanterie Adolf von Rosenberg-Gruszczynski (1808–1884) und dessen Ehefrau Bertha Anastasia, geborene von Gruner (* 21. Juli 1817 in Bern; † 12. Mai 1896 in Bonn). Sein Bruder Adolf August Karl Ernst (* 1845) war preußischer Generalmajor.

### Karriere
Rosenberg besuchte das Gymnasium in Berlin und Neustrelitz und studierte Rechtswissenschaften in Bonn und Berlin. In Bonn war er Mitglied des Corps Palatia. Er wurde 1860 Auskultator beim Kammergericht und im September 1862 Gerichtsreferendar, wechselte aber noch im gleichen Jahr zur Verwaltungslaufbahn und wurde Regierungsreferendar bei der Regierung in Erfurt.
1867 wurde Rosenberg als Regierungsassessor Hilfsarbeiter beim Ministerialkommissar zur Regelung der direkten Steuern in Schleswig bzw. Kiel. 1868 wurde er zur Regierung in Düsseldorf versetzt und am 15. November 1870 zum kommissarischen Landrat in Duisburg bestellt. Am 11. Dezember 1871 wurde er definitiv ernannt. Nach dem Ausscheiden der Stadt Duisburg aus dem Kreis und der Verlegung des Landratsamts wurde er im Februar 1874 Landrat des Kreises Mülheim/Ruhr, 1878 Regierungsrat beim Oberpräsidium der Rheinprovinz, 1888 Verwaltungsdirektor in Koblenz, 1892 Oberregierungsrat in Koblenz und am 1. Mai 1892 bei der Regierung in Trier.
Rosenberg saß von 1886 bis 1889 als Abgeordneter des Wahlkreises Düsseldorf 5 (Stadt- und Landkreis Essen, Stadtkreis Duisburg, Mülheim/Ruhr) im Preußischen Abgeordnetenhaus. Er gehörte der Fraktion der Freikonservativen Partei an. Er war Ehrenritter des Johanniterordens und Inhaber des Roten Adlerordens III. Klasse mit Schleife.

### Familie
Er heiratete am 3. Juni 1876 Anna Gertraud Becker (* 30. März 1853). Das Paar hatte mehrere Kinder:
- Justus Adolf Wilhelm (* 26. März 1877; † 21. Oktober 1915), preußischer Hauptmann ⚭ 28. Dezember 1900 Elisabeth von Gevekot († 1955), Tochter von Max von Gevekot
- Adolf Wilhelm Heinrich (* 14. April 1878; † 24. Oktober 1914), preußischer Hauptmann
- Henriette Bertha Anna (* 31. Mai 1880)
- Elisabeth Gertraud (* 1. September 1881)
- Alfred Ubbo Franz Rudolf Wilhelm (* 4. Oktober 1884)